# Monomma quadrimaculatum
Monomma quadrimaculatum is een keversoort uit de familie somberkevers (Zopheridae). De wetenschappelijke naam van de soort werd in 1879 gepubliceerd door Charles Owen Waterhouse.